# Fran Rico
Francisco Manuel "Fran" Rico Castro (Portonovo, 3 de agosto de 1987) é um futebolista profissional espanhol que atua como meia.

## Carreira
Fran Rico começou a carreira no Pontevedra CF.